# Haka
För andra betydelser, se Haka (olika betydelser).

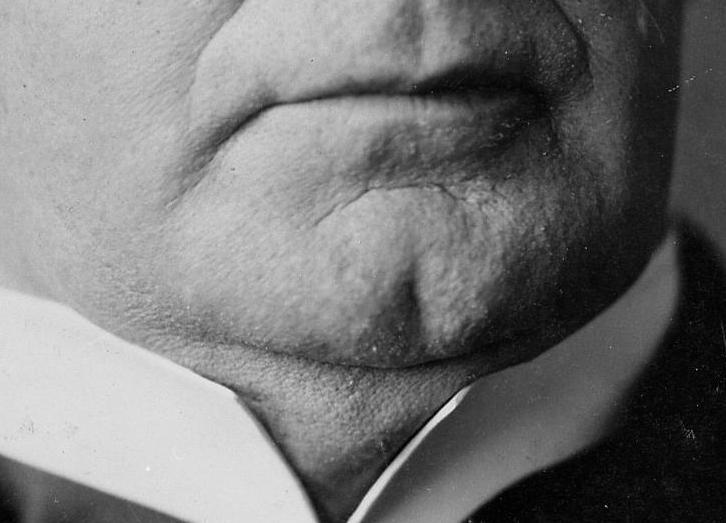
Kluven manshaka

Haka är underkäkens yttersta del, som skjuter fram under munnen. Hakan kan ha olika former, och bland annat kan den vara kluven på grund av att skelettet har en liknande klyvning.